# 羽前長崎站
羽前長崎站（日语：／ Uzen-Nagasaki eki */?）是位於山形縣東村山郡中山町大字長崎4206番地，東日本旅客鐵道（JR東日本）的左澤線車站。

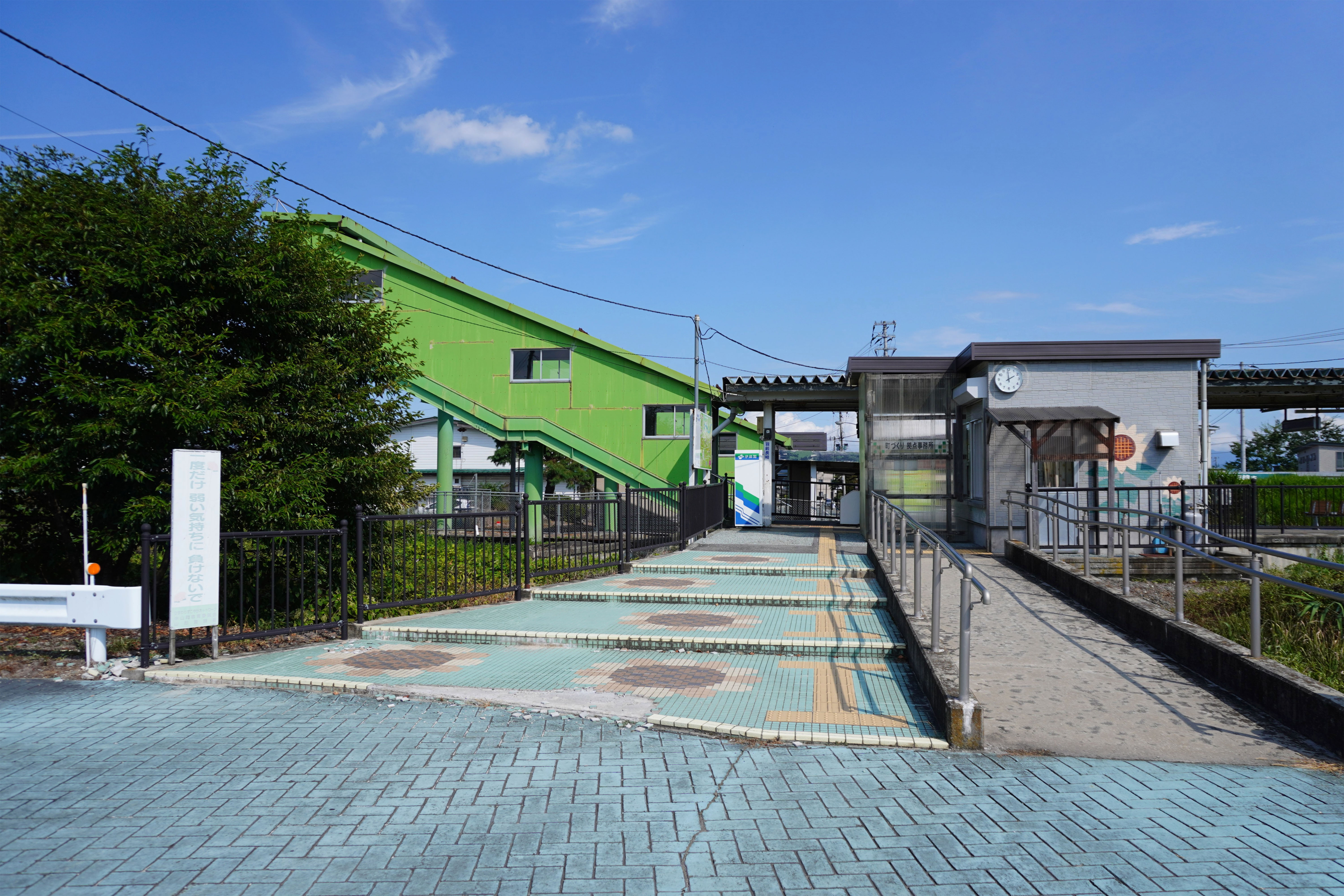
西口（2023年9月）

## 歷史
- 1921年（大正10年）7月20日：此站啟用，當時為終點站。
- 1921年（大正10年）12月21日：鐵路線延伸寒河江站，成為中途站。
- 1982年（昭和57年）3月8日：成為簡易委託車站。
- 1987年（昭和62年）4月1日：伴隨國鐵分割民營化，車站由東日本旅客鐵道（JR東日本）營運[1]。
- 2001年（平成13年）7月2日：由於寒河江站進行遷移車站工程，因此此站至左澤站之間暫停服務，開設代行巴士。
- 2002年（平成14年）2月16日：此站至左澤站之間重開[2]。同時此站的列車交會設備撤走。

## 車站構造

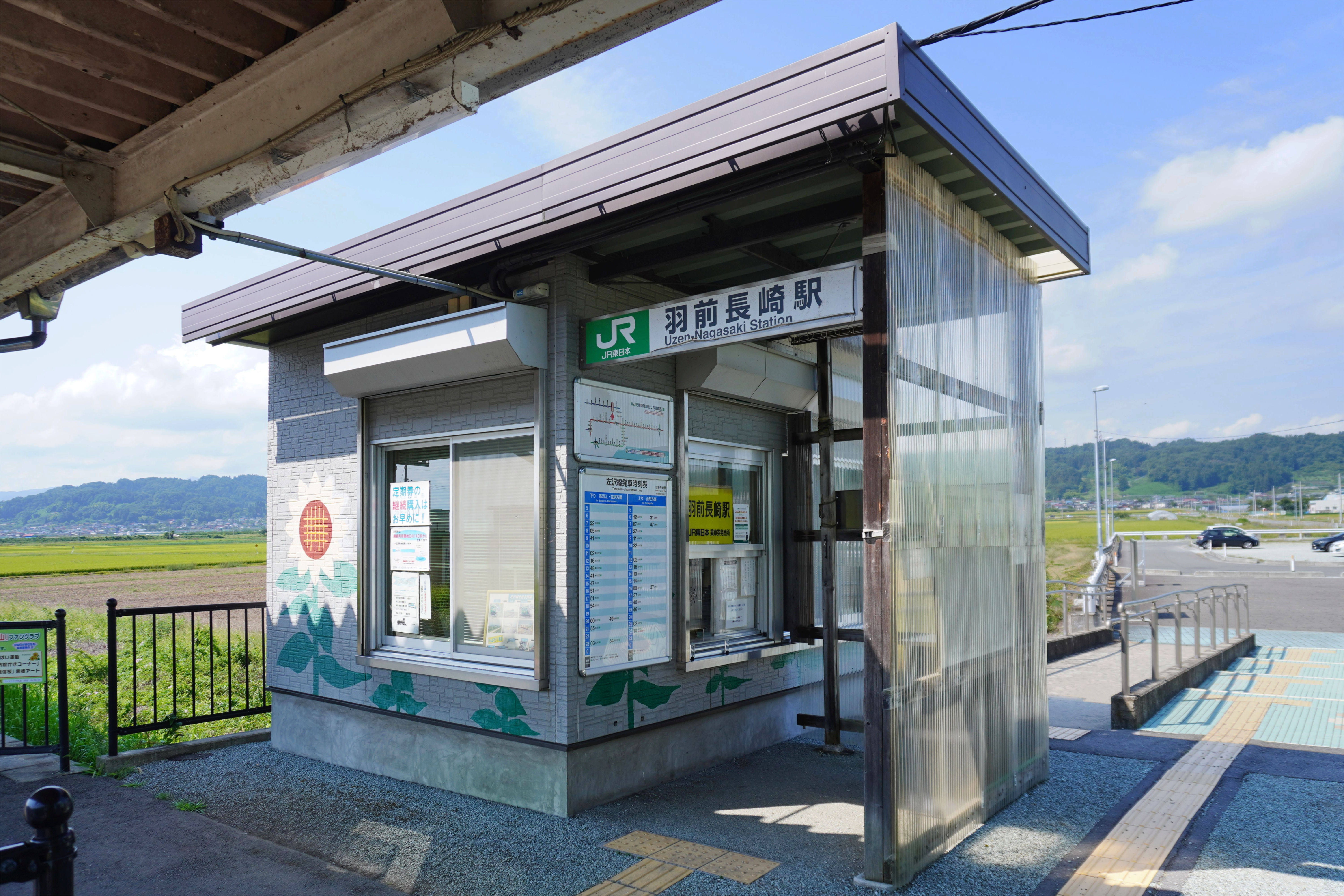
售票口（2023年9月）

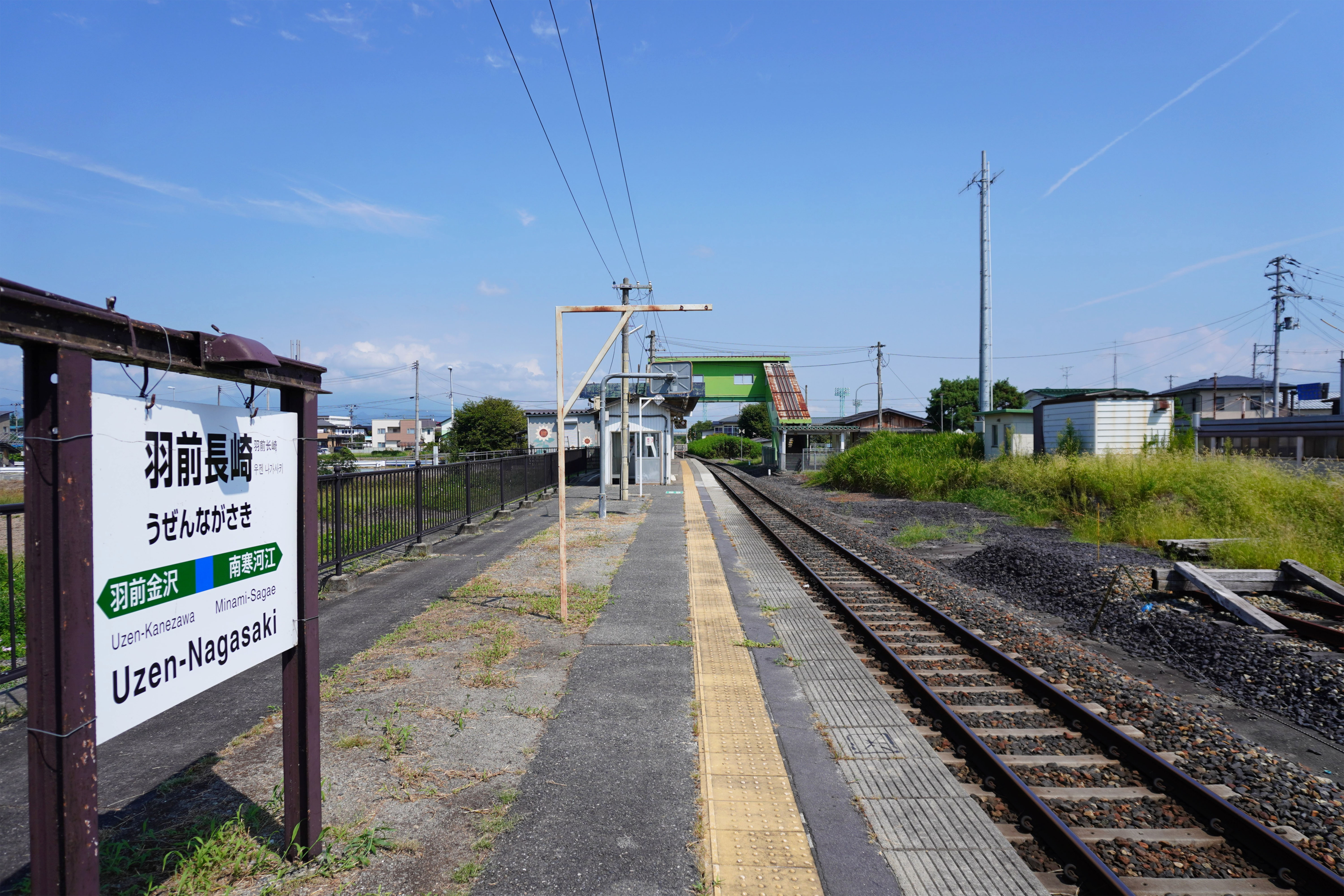
月台（2023年9月）

本站是地面車站，設有1面1線的單式月台。曾經此站設有1面2線的島式月台。車站東邊設有簡易加油站，現在已經不再使用。此站是由寒河江站管理的簡易委託車站。設有POS終端。東邊車站大樓內設有廁所。

## 使用狀況
根據「JR東日本」的資料，在2019年度（令和元年度）1日平均乘車人次為366人。
以下列出近年乘車人次變化：
| 年度               | 1日平均 乘車人次 | 參考資料        |
| ------------------ | ---------------- | --------------- |
| 2000年（平成12年） | 549              | [ 利用客数 2 ]  |
| 2001年（平成13年） | 605              | [ 利用客数 3 ]  |
| 2002年（平成14年） | 530              | [ 利用客数 4 ]  |
| 2003年（平成15年） | 498              | [ 利用客数 5 ]  |
| 2004年（平成16年） | 476              | [ 利用客数 6 ]  |
| 2005年（平成17年） | 470              | [ 利用客数 7 ]  |
| 2006年（平成18年） | 446              | [ 利用客数 8 ]  |
| 2007年（平成19年） | 441              | [ 利用客数 9 ]  |
| 2008年（平成20年） | 436              | [ 利用客数 10 ] |
| 2009年（平成21年） | 413              | [ 利用客数 11 ] |
| 2010年（平成22年） | 402              | [ 利用客数 12 ] |
| 2011年（平成23年） | 422              | [ 利用客数 13 ] |
| 2012年（平成24年） | 436              | [ 利用客数 14 ] |
| 2013年（平成25年） | 467              | [ 利用客数 15 ] |
| 2014年（平成26年） | 418              | [ 利用客数 16 ] |
| 2015年（平成27年） | 412              | [ 利用客数 17 ] |
| 2016年（平成28年） | 394              | [ 利用客数 18 ] |
| 2017年（平成29年） | 404              | [ 利用客数 19 ] |
| 2018年（平成30年） | 376              | [ 利用客数 20 ] |
| 2019年（令和元年） | 366              | [ 利用客数 1 ]  |

## 車站周邊
車站距離長崎中心（中山町公所）西邊1公里。在該處的舊國道112號上設有前往山形市中心和寒河江的山交巴士。
- 中山町立中山中學（日语：中山町立中山中学校）
- 中山町立長崎小學（日语：中山町立長崎小学校）
- 國道112號（日语：国道112号）
- 山形縣棒球場（日语：山形県野球場）
- 向日葵溫泉 Yu·Ra·Ra（日语：ひまわり温泉 ゆ・ら・ら）
- 長崎郵局（日语：長崎郵便局）
- 中山町公所
- 山形警署（日语：山形警察署）中山駐在所

## 相鄰車站
東日本旅客鐵道（JR東日本）
■左澤線
羽前金澤－羽前長崎－南寒河江

## 注腳

### 使用狀況
1. 1 2  . 東日本旅客鐵道.   [2020-07-12]. （原始内容存档于2020-07-14） （日语）.
2. ↑  . 東日本旅客鐵道.   [2019-02-22]. （原始内容存档于2019-04-02） （日语）.
3. ↑  . 東日本旅客鐵道.   [2019-02-22]. （原始内容存档于2019-02-22） （日语）.
4. ↑  . 東日本旅客鐵道.   [2019-02-22]. （原始内容存档于2019-04-02） （日语）.
5. ↑  . 東日本旅客鐵道.   [2019-02-22]. （原始内容存档于2019-03-27） （日语）.
6. ↑  . 東日本旅客鐵道.   [2019-02-22]. （原始内容存档于2019-02-23） （日语）.
7. ↑  . 東日本旅客鐵道.   [2019-02-22]. （原始内容存档于2019-04-02） （日语）.
8. ↑  . 東日本旅客鐵道.   [2019-02-22]. （原始内容存档于2019-04-02） （日语）.
9. ↑  . 東日本旅客鐵道.   [2019-02-22]. （原始内容存档于2019-04-02） （日语）.
10. ↑  . 東日本旅客鐵道.   [2019-02-22]. （原始内容存档于2019-02-22） （日语）.
11. ↑  . 東日本旅客鐵道.   [2019-02-22]. （原始内容存档于2019-04-02） （日语）.
12. ↑  . 東日本旅客鐵道.   [2019-02-22]. （原始内容存档于2019-04-02） （日语）.
13. ↑  . 東日本旅客鐵道.   [2019-02-22]. （原始内容存档于2019-04-02） （日语）.
14. ↑  . 東日本旅客鐵道.   [2019-02-22]. （原始内容存档于2019-04-02） （日语）.
15. ↑  . 東日本旅客鐵道.   [2019-02-22]. （原始内容存档于2017-02-08） （日语）.
16. ↑  . 東日本旅客鐵道.   [2019-02-22]. （原始内容存档于2019-04-02） （日语）.
17. ↑  . 東日本旅客鐵道.   [2019-02-22]. （原始内容存档于2019-03-23） （日语）.
18. ↑  . 東日本旅客鐵道.   [2019-02-22]. （原始内容存档于2019-03-27） （日语）.
19. ↑  . 東日本旅客鐵道.   [2019-02-22]. （原始内容存档于2019-03-25） （日语）.
20. ↑  . 東日本旅客鐵道.   [2019-07-26]. （原始内容存档于2019-07-05） （日语）.

## 外部連結
- 車站資訊（羽前長崎）：東日本旅客鐵道（日語）